# Boyau (musique)
Pour les articles homonymes, voir Boyau.

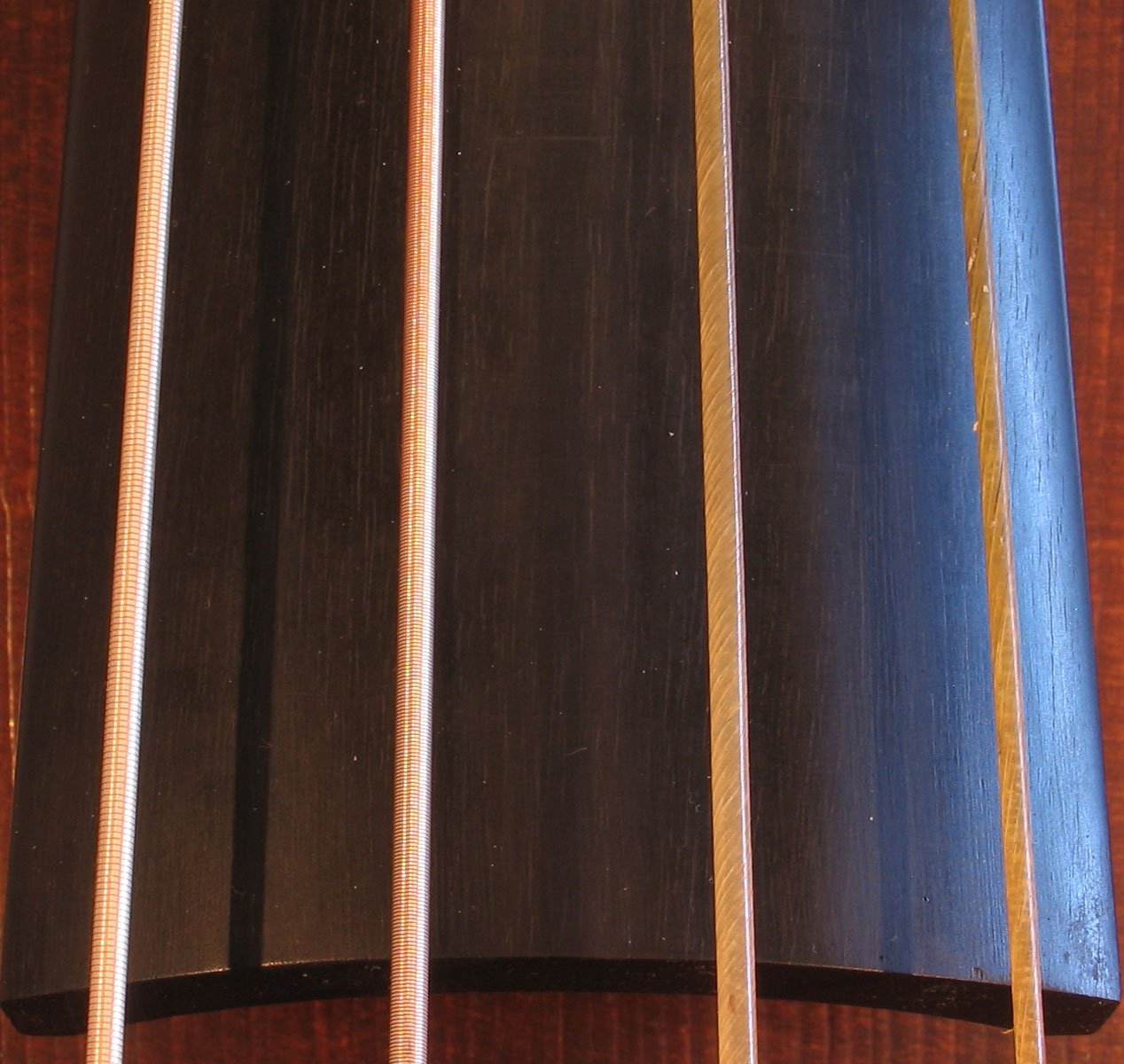
Cordes de contrebasse en boyau.

En musique, le boyau est une matière animale avec laquelle sont fabriquées les cordes de nombreux instruments à cordes jusqu'au milieu du XXe siècle et qui continue d'être utilisée dans les pratiques d'interprétation historiquement informée.

## Fabrication
Il ne s'agit nullement — comme parfois on le croit — de boyau de chat, mais de mouton ou, à partir du XXe siècle, de bovin.
Le boyau de l'animal, issu d’une seule partie de l’intestin de l’animal (la séreuse) est lavé, traité, coupé en fines lanières, pour être finalement ré-assemblé, collé ou torsadé, séché, rectifié ou non, puis éventuellement verni ou huilé. Les cordes en boyau peuvent aussi être « filées », c’est-à-dire qu'un fil de métal est enroulé dessus, sur toute leur longueur. Leur apparence est alors métallique.

### Le boyau naturel est fabriqué à partir de la sous-muqueuse (une couche de l'intestin constitué essentiellement de collagène) : la séreuse.
Fabricant de cordes en boyau pour instruments à Paris (France):
www.cuerdasdetripafrechina.com